# Antonello Venditti
Antonio Venditti, detto Antonello (Roma, 8 marzo 1949), è un cantautore italiano.
È considerato fra i più popolari e prolifici cantautori della cosiddetta "scuola romana". Dal 1972, anno del suo esordio discografico, ha condensato nel suo repertorio canzoni d'amore e d'impegno sociale. Con quasi 40 milioni di copie, è uno tra gli artisti italiani con il maggior numero di dischi venduti. 

## Biografia
Nasce a Roma nel quartiere Trieste. È figlio unico di una coppia appartenente alla media borghesia: il padre, Vincenzo Italo Venditti, molisano di Campolieto (Campobasso), è un funzionario dello Stato che diventerà viceprefetto di Roma; la madre, Wanda Sicardi, è professoressa liceale di latino e greco. Dal 1975 al 1978 è stato sposato con Simona Izzo dalla quale ha avuto un figlio, Francesco, attore e doppiatore, che gli ha dato quattro nipoti (tra cui i doppiatori Alice e Tomaso Venditti).
È assai noto il forte legame del cantante con la Roma, squadra di cui è grandissimo tifoso e per la quale ha composto l'inno Roma, Roma, Roma e la canzone Grazie Roma, inoltre in occasione della vittoria dello scudetto nel 2001, Venditti si esibì al Circo Massimo per l'occasione, attualmente presenzia a ogni partita del club giallorosso.

### Gli inizi: il Folkstudio
Viene avvicinato allo studio della musica giovanissimo. Già durante le scuole elementari, frequentate alla scuola XX Settembre 1870 di via Novara, studia il pianoforte. Nella canzone Mio padre ha un buco in gola descriverà in maniera sarcastica la sua famiglia: il padre, infatti, aveva subìto una ferita alla gola nella seconda guerra mondiale (un proiettile gli rimbalzò sulla fibbia della cinta e si conficcò nella sua gola), mentre della madre, insegnante di latino e greco, canta «mia madre è professoressa, o meglio è una professoressa madre, mi ha dato sempre 4 anche se mi voleva bene».
Durante l'adolescenza ha problemi di obesità, arrivando a pesare 90 chili («ed io io crescevo bene, grasso come un maiale», canta sempre in Mio padre ha un buco in gola). A 14 anni scrive le sue prime tre canzoni: Sora Rosa (la prima in assoluto), Lontana è Milano e Roma capoccia. Intanto frequenta il liceo Giulio Cesare, a cui rimarrà profondamente legato, tanto da dedicargli anni dopo una celebre canzone intitolata proprio Giulio Cesare. Dopo la maturità classica si iscrive alla facoltà di giurisprudenza all'Università La Sapienza, laureandosi nel 1973. Continua gli studi prendendo anche la laurea specialistica in filosofia del diritto. Ha ritirato la laurea solo nel 1999 in una lezione concerto tenutasi nell'Aula Magna della Sapienza per festeggiare il suo 50º compleanno.

Nel 1969 firma il suo primo contratto discografico con la It di Vincenzo Micocci. L'occasione di presentare la sua musica in pubblico arriva alla fine degli anni sessanta con la partecipazione alle attività del celebre locale romano Folkstudio, assai importante per la formazione dei giovani autori e la crescita musicale della città (vi aveva suonato anche Bob Dylan nel 1962); nell'autobiografia del cantautore, Giorgio Lo Cascio ricorda così l'arrivo di Venditti:

Giorgio Lo Cascio, Francesco De Gregori e Antonello Venditti al Folkstudio

Nello stesso libro, Venditti stesso racconta:
Nel 1971 Venditti esordisce come autore: la It pubblica infatti il 45 giri del gruppo Le Impressioni, Il prete rosso, che sul lato B ha la canzone È la fine della vita, scritta da Venditti.

### L'esordio come cantautore
Complice un viaggio premio in Ungheria, a cui Lo Cascio rinuncia, Venditti e De Gregori decidono di costituire un duo, e riescono a ottenere un contratto con la It di Vincenzo Micocci: il primo e unico album del duo, pubblicato nel giugno del 1972, porta l'enigmatico titolo di Theorius Campus, che è in realtà anche il nome del duo (non essendo presenti sulla copertina i nomi dei due cantautori): raccoglie alcune canzoni già presentate al Folkstudio, e per quel che riguarda Venditti alcune di queste entreranno in pianta stabile nel suo repertorio concertistico, come Ciao uomo (pubblicata anche su 45 giri, che entra anche in hit parade), la celeberrima Roma capoccia e Sora Rosa, già registrata qualche mese prima (con alcune lievi differenze nel testo) da Edoardo De Angelis nel suo disco Il paese dove nascono i limoni, inciso insieme a Stelio Gicca Palli.

Del periodo di Theorius Campus, Giorgio Lo Cascio scrive: 
Ciao uomo partecipa alla Mostra internazionale di musica leggera di Venezia. Micocci decide di dare fiducia a Venditti, e gli propone la registrazione di un disco da solista, L'orso bruno, che viene pubblicato dalla It nell'aprile del 1973.
De Gregori collabora al disco scrivendo insieme all'amico il testo di L'ingresso della fabbrica; il modello di riferimento è Elton John, e gli arrangiamenti delle canzoni, curati da Vince Tempera, si rifanno esplicitamente al lavoro effettuato da Paul Buckmaster con il cantautore britannico in Elton John e in Madman Across the Water, specialmente nella title track o nella già citata L'ingresso della fabbrica (dove è addirittura presente all'inizio una citazione con il pianoforte di Your Song di Elton John).
Altri brani dell'album sono E li ponti so' soli, cantata in dialetto romanesco, Lontana è Milano, storia di emigrazione, e Il mare di Jan, con la citazione nel finale dello slogan del '68 Ce n'est qu'un début, continuons le combat (questo è solo l'inizio della nostra lotta). Tra i musicisti che collaborano al disco da citare gli altri componenti, con Tempera, dei The Pleasure Machine, e cioè il batterista Ellade Bandini e il bassista Ares Tavolazzi.
In questo periodo scrive per Mia Martini Ma quale amore (1973) e Ruba (1974).
Passato alla casa discografica RCA e sotto la direzione artistica di Ennio Melis, Venditti realizza Le cose della vita (1973), registrato da solo con il pianoforte e una tastiera Eminent, in cui ripropone una versione molto più scarna dell'originale di E li ponti so' soli, unitamente a sette nuovi brani fra cui Le tue mani su di me (che successivamente verrà interpretata anche da Patty Pravo), Il treno delle 7, Mio padre ha un buco in gola, invettiva-sfogo sulla sua famiglia, e la title-track Le cose della vita.
Nello stesso anno Venditti diventa produttore di due dischi, La mia donna dell'amico Giorgio Lo Cascio e Blue morning del gruppo omonimo (in cui suona un giovanissimo Roberto Ciotti).
Il 1974 è l'anno di Quando verrà Natale, registrato con la collaborazione dei Cyan, che riscuote un buon successo grazie a brani come Marta e Campo de' fiori (inciso, nello stesso periodo, anche dalla Schola Cantorum, il gruppo vocale di Edoardo De Angelis); anche una canzone di questo disco viene incisa da Patty Pravo, Ora che sono pioggia.

### Il successo

Da sinistra: Venditti, Simona Izzo, Francesco De Gregori e Riccardo Cocciante, durante le prove dello spettacolo Racconto (1973)

Il 1975 è l'anno del suo matrimonio con Simona Izzo, e del successo di Lilly, con cui Venditti arriva al primo posto della hit-parade sia dei 33 giri sia dei 45: questo album affianca a canzoni in dialetto romanesco (Santa Brigida, orchestrata da Giuseppe Mazzucca e Nicola Samale) ballate acustiche come Attila e la stella e canzoni ironiche come Penna a sfera (attacco di Venditti al giornalista di Ciao 2001 Enzo Caffarelli, che lo aveva attaccato dalle pagine del suo giornale).
Per la prima volta appare una canzone sui ricordi del liceo, Compagno di scuola, mentre la title track è una storia di droga; completa il disco Lo stambecco ferito, una storia ispirata alle vicende di Felice Riva.
Il disco seguente, Ullàlla, pubblicato a ottobre del 1976 tenta di staccarsi musicalmente dal precedente (grazie soprattutto alla presenza di Ivan Graziani, che suona le chitarre e cura gli arrangiamenti); le canzoni affrontano tematiche come il compromesso storico in Nostra signora di Lourdes, o il disastro ambientale causato dall'ICMESA di Seveso il 10 luglio del 1976 con la fuga della nube tossica di diossina nella Canzone per Seveso.
Venditti contatta un nuovo produttore, Michelangelo Romano (che ha già lavorato con Alan Sorrenti e Roberto Vecchioni), che gli fa firmare un nuovo contratto discografico con la Philips, e contatta di nuovo gli Stradaperta, il gruppo con cui aveva collaborato ai tempi di Lilly, e registra Sotto il segno dei pesci (1978), con cui ritorna al primo posto sia nelle classifiche dei 45 giri sia dei 33, e Buona domenica (1979), che ripeté lo stesso successo in classifica del predecessore.
Dopo Buona Domenica il cantautore si prende una pausa di tre anni, anche per alcuni problemi familiari (in questo periodo si separa dalla moglie, Simona Izzo e come ha dichiarato lui stesso si è ritrovato a combattere più volte con l'idea del suicidio, evitato principalmente grazie all'aiuto del grande amico Lucio Dalla), interrotta solo dalla collaborazione con Luca Barbarossa (Venditti suona il pianoforte nella seconda versione di Roma spogliata, contenuta nell'album Luca Barbarossa).

Venditti in concerto nel 1978

Nel 1982 fonda una sua etichetta, la Heinz Music, distribuzione Ricordi (poi BMG), con cui ha pubblicato negli anni ottanta: Sotto la pioggia (1982), Cuore (1984), Venditti e segreti (1986) al sax in tre brani partecipa Enzo Avitabile. Registra anche un live al Circo Massimo di Roma nell'ambito dei festeggiamenti del secondo scudetto giallorosso, Circo Massimo (1983), che contiene due inediti: Grazie Roma e Circo Massimo. Questo live è frutto del concerto che il cantautore ha eseguito domenica 15 maggio 1983. Nel 1984 Venditti organizza un secondo concerto al Circo Massimo per seguire la finale di Coppa dei Campioni della Roma, trasmesso in diretta televisiva.
Nel 1985 esce un doppio live intitolato Centocittà, con un solo inedito: Centocittà. Il video di questo brano ha come protagonista Carlo Verdone da sempre amico del cantautore e che in futuro suonerà più volte la batteria nei dischi di Venditti: Rocky, Rambo e Sting (1986), In questo mondo di ladri (percussioni, 1988), Benvenuti in paradiso (1991), Tutti all'Inferno (voce iniziale e batteria, 1995), Comunisti al sole (2007) e La ragazza del lunedì (2011). Suonerà spesso anche in diversi concerti. Nel 1986 Venditti compone la colonna sonora di un film del suo amico regista Carlo Verdone, intitolato Troppo forte.

### Il cambiamento di sonorità

Venditti con Lucio Dalla nel 1982

Nel 1988 ottiene un grande successo di vendite con l'album In questo mondo di ladri contenente la canzone omonima e altre due hit: 21 modi per dirti ti amo e Ricordati di me, che negli anni a venire sarà sempre presente nei concerti di Venditti. Per entrambe le canzoni verrà realizzato un videoclip diretto da Stefano Salvati, che curerà altri progetti del cantautore romano. Assieme al precedente, quest'album insieme segna un punto di svolta nello stile di Venditti, con un mutamento di sonorità che da un lato mette sempre più in secondo piano il pianoforte (dal tour del 1986 il cantautore prende l'abitudine di cantare per quasi tutto il concerto in piedi, mentre in precedenza si accompagnava suonando il piano), e dall'altro evidenzia sempre più la parte ritmica negli arrangiamenti delle canzoni.
È del 1991 l'album Benvenuti in paradiso, contenente la canzone Dolce Enrico dedicata a Enrico Berlinguer, il segretario del PCI morto nel 1984. Nel videoclip di Alta marea (cover di Don't Dream It's Over dei Crowded House), diretto da Stefano Salvati appare una giovanissima Angelina Jolie, appena sedicenne e allora sconosciuta. A Benvenuti in paradiso segue un lungo tour negli stadi di tutta Italia. Nel 1992 escono un doppio disco live e un video intitolati Da San Siro a Samarcanda con le registrazioni di questi concerti e l'unico inedito L'amore insegna agli uomini. Durante il concerto a San Siro avviene il collegamento in diretta con Samarcanda, trasmissione di Rai 3 condotta da Michele Santoro. Venditti esegue Modena insieme a Gato Barbieri.
Nel 1995 è la volta di Prendilo tu questo frutto amaro pubblicato anche in spagnolo col titolo Cada instante. Tra le canzoni di questo album, Eroi minori, dedicata alla scorta di Giovanni Falcone.
Antonello nel paese delle meraviglie è del 1997, album che rivisita con una orchestra sinfonica, diretta da Renato Serio, alcuni dei successi di Venditti; esso contiene anche il brano inedito Ho fatto un sogno, scritto con Ennio Morricone e Sergio Bardotti. Il disco è stato pubblicato in edizione limitata con copie numerate, stampate su carta filigranata.
L'8 marzo 1999 Venditti festeggia all'università La Sapienza di Roma i suoi 50 anni: con l'occasione ritira il diploma di laurea in giurisprudenza, conseguita nei primi anni settanta. Nel 1999 esce Goodbye Novecento dove trovano spazio anche Su questa nave chiamata musica dedicata a Fabrizio De André e La coscienza di Zeman dedicata all'allenatore di calcio Zdeněk Zeman. Il videoclip del primo singolo estratto da questo disco, In questo mondo che non puoi capire, è stato girato dal regista di Train de vie, Radu Mihăileanu. La copertina raffigura il tema astrologico del firmamento all'esordio del XXI secolo attraverso la rielaborazione di una suggestiva immagine antica; gli astri sono collocati nei segni zodiacali secondo la posizione idealmente visibile da Roma allo scoccare del 2000.

### I nuovi lavori dei primi anni 2000

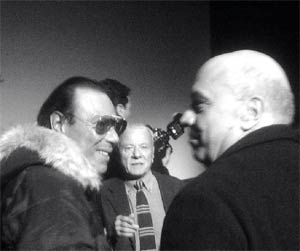
Venditti con il critico d'arte Achille Bonito Oliva (al centro) e l'architetto Massimiliano Fuksas (a destra)

Nel 2000 partecipa come ospite al Festival di Sanremo, presentato da Fabio Fazio. Esegue due brani dall'ultimo album Goodbye Novecento: Che tesoro che sei e Su questa nave chiamata musica.
Il 24 giugno 2001, in occasione della vittoria del terzo scudetto della Roma, organizza un altro concerto gratuito al Circo Massimo, viene trasmesso dal canale televisivo italiano privato LA7, che nacque proprio quel giorno, sostituendo Telemontecarlo. Viene anche registrato un live: Circo Massimo 2001 contenente anche l'inedito Che c'è. Quel giorno raduna 1 700 000 persone (dato della Questura), facendo segnare il record italiano di presenze per un evento musicale live.
Che fantastica storia è la vita è il titolo del disco che esce nel 2003, in cui Venditti si riavvicina alle sonorità del passato e torna a cantare con Francesco De Gregori nel brano Io e mio fratello. In quest'album sono contenute anche Lacrime di pioggia, dedicata al padre scomparso, e Ruba scritta negli anni settanta per Mia Martini. Viene premiato al Fivizzano Music World il 7 settembre 2003: ritira il Premio Musica e Poesia per la particolarità e la ricercatezza dei suoi testi e delle sue musiche.
Nel 2004 riceve il premio Lunezia, per l'emozione poetica dell'album Che fantastica storia è la vita e partecipa come ospite al premio Tenco, canta la sigla Lontano lontano, che nel 2011 verrà inclusa nell'album live Sulle labbra di un altro.
Sempre nel 2004 esce Campus Live, album dal vivo, registrato durante le prove del tour negli studi di Cinecittà Campus, che contiene anche il brano inedito Addio mia bella addio, registrato in studio. Venditti ha dichiarato: "È una canzone popolare italiana, cantata dai soldati. Ho ritrovato un mio antico provino del 1974 (Antonello aveva inciso un pezzo in cui cantava il solo ritornello, ndr) in cui cantavo Addio mia bella addio, una canzone dei soldati italiani sul Carso, nata per la verità da una poesia del 1848 (di Carlo Alberto Bosi, il riferimento è la battaglia di Curtatone e Montanara ndr). Poi mi sono accorto che una canzone popolare anglo-americana, Waltzing Matilda, ritrovabile anche in Australia e rifatta anche da Tom Waits, ha lo stesso ceppo sonoro di Addio mia bella addio. Mi ci sono ficcato dentro e ne ho dato la mia versione, riscrivendone il testo." Nella canzone ci sono molti riferimenti all'attualità, in un'intervista il cantautore ha detto di aver iniziato a scrivere questa canzone dopo la strage di Nāṣiriya. A metà canzone c'è la voce di una donna che recita in inglese una preghiera buddhista.
Segue un lungo tour che dura oltre un anno. Al disco è allegato un DVD registrato durante le prove.

### DiamantieDalla pelle al cuore
Nel novembre 2006 esce la sua antologia più completa, un cofanetto di tre CD intitolato Diamanti che rimane nella classifica dei dischi più venduti per quasi un anno vendendo oltre 250 000 copie.

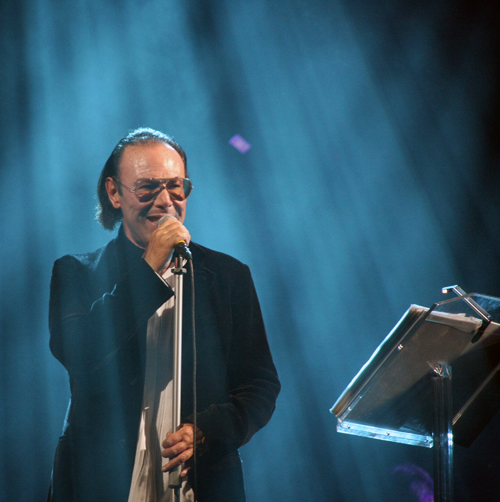
Venditti durante il concerto di Padova il 9 marzo 2008

Il 14 dicembre 2006, l'Accademia Belli (associazione culturale nata in onore del noto poeta romano Giuseppe Gioacchino Belli) lo premia con il riconoscimento di Accademico onorario.
Il 16 novembre 2007 esce il suo nuovo lavoro Dalla pelle al cuore, contenente nove canzoni inedite anticipato già in radio il 12 ottobre 2007 dal singolo omonimo. Il disco comprende "Tradimento e perdono", dedicata ad Agostino Di Bartolomei, ex capitano della Roma, amico di Venditti toltosi la vita con colpo di pistola al cuore il 30 maggio 1994. Sempre in questa canzone vengono ricordati anche Luigi Tenco e Marco Pantani. Di questo brano Venditti dice: "... Anche il suicidio è un tradimento, alla vita però. L'ho scritta il 30 maggio, anniversario della morte di Di Bartolomei, e del giorno in cui la Roma perse nell'84 la Coppa dei Campioni. Può avere valore anche per me, è una canzone preventiva; io penso che uno che ha successo, abbia diritto a più amore che non una persona normale: a volte, quando finisce la tua importanza, una parola può bastare." Altro pezzo del disco è "Giuda". Il cantautore la spiega così: "...figura simbolo del nostro tempo. Ho scritto questo brano come se fossi Giuda, così solo, abbandonato nell'inferno, anche se poi, dall'altra parte, c'è la stessa solitudine di chi ha dato la vita per noi, perché questo nostro tempo è quanto di più lontano possa esserci dalla cristianità."
Il 20 gennaio 2008 viene premiato con il Telegatto di platino all'Auditorium Conciliazione di Roma e pochi giorni dopo esce su Video Italia il videoclip della canzone "Indimenticabile", girato nel quartiere EUR a Roma.
L'8 marzo 2008 avvia il nuovo tour Dalla pelle al cuore.
Nel 2008 è stato attribuito a Venditti il secondo premio Laurentum intitolato ai "valori della cultura", dal Centro Culturale Laurentum, con riferimento ai valori artistici espressi nell'anno precedente unitamente all'impegno civile profuso in molti anni della sua carriera.

### Le donnee la pubblicazione dell'autobiografia
Nel febbraio del 2009 esce il doppio CD antologico Le donne, che arriva subito nelle prime posizioni delle hit parade.
(Antonello Venditti, L'importante è che tu sia infelice, 2009)
Il 6 ottobre 2009 viene pubblicato il suo romanzo autobiografico intitolato L'importante è che tu sia infelice.
Viene premiato alla conferenza della NIAF (tenutasi a Washington i giorni 23 e 24 ottobre 2009). Venditti ha inaugurato venerdì 23 ottobre la locandina degli eventi in programma presentandosi al pianoforte sul palco del salone delle feste dell'Hotel Hilton. Il cantautore ha omaggiato il pubblico con una serie di canzoni tratte dal suo immenso repertorio, che spazia attraverso tre generazioni, le quali erano equamente rappresentate sul parterre. Il 23 novembre 2009 riceve il premio Radicchio d'oro: "...premiato per la cultura il cantautore Antonello Venditti. Di recente ha scritto un libro: L'importante è che tu sia infelice, incentrato sulla figura dominatrice di sua madre. «Il titolo del libro è una frase che mi diceva sempre mia madre – ha detto Venditti - È stata una figura molto severa, anche se questo libro alla fine la assolve»".
Il 31 dicembre 2009 Venditti canta davanti al Colosseo per il Capodanno di Roma davanti a oltre centomila persone. Durante l'estate 2010 prende parte al Summer Music Festival.

### UnicaeIo, l'orchestra, le donne e l'amore
Il 28 ottobre 2011 il singolo Unica (Mio danno ed amore) entra in rotazione radiofonica. Il 29 novembre successivo viene pubblicato l'album Unica.
L'8 (giorno del suo compleanno) e il 9 marzo 2012 inizia dal Palalottomatica di Roma l'Unica tour 2012, che ha visto una tappa speciale il 9 luglio all'Arena di Verona. Durante l'evento, intitolato Io, l'orchestra, le donne e l'amore, accompagnato dalla Marco Sabiu Orchestra, Venditti ha duettato con Chiara Civello e Annalisa. Di questo concerto è stato pubblicato nel novembre 2013 il CD live Io, l'orchestra, le donne e l'amore. Sempre nel 2012 vince il premio Lunezia Pop d'Autore per il valore Musical-Letterario dell'album Unica.
Il 6 novembre 2012 esce nei negozi TuttoVenditti, un'antologia di 3 CD con 15 brani ciascuno che ripercorrono la quarantennale carriera del cantautore.
Il 4 giugno 2013 partecipa all'album di Max Pezzali Max 20, cantando insieme Quello che capita.
Il 22 giugno 2013 viene premiato da UNIMARCHE per alti meriti artistici, nell'ambito della manifestazione Musicultura, in questa occasione si esibisce dal vivo allo Sferisterio di Macerata.

### 70.80 Ritorno Al Futuro, l'albumTortugae lo Stadio Olimpico
Nel 2014 il cantautore romano propone un tour di 18 date intitolato "70.80 Ritorno al Futuro" nel quale ripropone alcuni dei suoi pezzi più famosi degli anni '70 e '80 con una band ristretta formata da Alessandro Centofanti all'organo, alle tastiere e al pianoforte, Danilo Cherni alle tastiere, Alessandro Canini alla batteria, al basso e alla chitarra acustica e Amedeo Bianchi al sax. Alla fine del tour, il 10 giugno 2014, uscirà un doppio CD live intitolato 70.80 Ritorno Al Futuro, che include cinque brani suonati l'8 e il 9 marzo a Roma in due serate intitolate "La Festa", in occasione del suo 65º compleanno. Questi cinque brani sono stati suonati con il suo vecchio gruppo, Stradaperta, formato da Renato Bartolini alla chitarra acustica, al mandolino e alla chitarra elettrica, Rodolfo Lamorgese alla chitarra acustica e all'armonica, Claudio Prosperini alla chitarra elettrica e Marco Vannozzi al basso.
Il giorno del suo 66º compleanno pubblica il singolo Cosa avevi in mente come anteprima dell'album Tortuga, uscito il 21 aprile 2015. Il 5 settembre dello stesso anno è in programma un concerto, che rappresenterà il ritorno allo stadio Olimpico di Roma.
Nel giugno 2015 il cantante partecipa alla terza edizione del Coca-Cola Summer Festival con il brano Ti amo inutilmente, ottenendo una nomination per il Premio RTL 102.5 - Canzone dell'estate.
Il 5 settembre 2015 inizia il suo "Tortuga Tour" davanti a ventimila persone allo Stadio Olimpico di Roma.
Il 4 dicembre 2015 esce un cofanetto comprendente il doppio CD live del concerto allo stadio Olimpico di Roma, il DVD col filmato dello stesso concerto e l'album originale Tortuga.

### Il quarantennale diSotto il segno dei pesci(2018-2022) e tour con De Gregori (2022-2023)
Il 7 settembre 2018 esce in radio Sfiga, inedito dalle sessioni di registrazione di Sotto il segno dei pesci del 1978. Il brano anticipa l'uscita, fissata al 21 settembre, di "Sotto il segno dei pesci - 40º anniversario", prodotto in tre versioni: la prima comprende un doppio CD e un album con foto e commento dei testi a cura dello stesso cantautore; il primo disco contiene i brani rimasterizzati dai nastri originali del disco del 1978, mentre il secondo, oltre al già citato inedito, contiene anche "Sara" e la title-track cantate in francese, nonché cinque brani del disco in versione live, registrati a Roma nel 1980; la seconda versione comprende un vinile arancio/trasparente con i brani rimasterizzati dai nastri originali; la terza versione invece è distribuita in sole mille copie e comprende, oltre a entrambe le versioni precedenti, anche una stampa autografata e un book fotografico inedito.
Il 23 settembre 2018 si esibisce all'Arena di Verona suonando per la prima volta dal vivo tutti i brani del disco Sotto il segno dei pesci e facendo il tutto esaurito. Per l'occasione sono presenti con lui i musicisti che hanno registrato il disco in prima persona, ovvero il gruppo storico Stradaperta, mentre tra gli ospiti vi è Francesco De Gregori.
Il 7 febbraio 2019, dopo 19 anni, torna come ospite al Festival di Sanremo, voluto dal direttore artistico Claudio Baglioni, dove esegue per la prima volta in televisione, accompagnato dagli Stradaperta, il brano Sotto il segno dei pesci e duetta con lo stesso Baglioni nella canzone Notte prima degli esami.
Nel 2019 il tour celebrativo dei 40 anni di Sotto il segno dei pesci è proseguito nei palazzetti durante i mesi invernali e nelle piazze in estate. Nei giorni 8 e 9 marzo al Palazzo dello Sport a Roma si svolgono due concerti ribattezzati Venditti & Friends, con ospiti speciali tra cui Zucchero Fornaciari e Ultimo. Il 20 dicembre si tiene, nuovamente a Roma, l'ultima data del 2019. Ulteriori date sono state programmate anche per il 2020 (l'ultima prevista a Jesolo il 29 febbraio è stata rinviata più volte nei mesi successivi sino ad arrivare al 28 maggio 2022, mentre il concerto a Londra è stato annullato a causa della pandemia di COVID-19).
Nel 2021 compare nel terzo episodio della serie Vita da Carlo come amico del protagonista Carlo Verdone.
A marzo 2022 pubblica con Francesco De Gregori il 45 giri Generale/Ricordati di me
Nell'estate 2022 è impegnato in un tour assieme all'amico Francesco De Gregori in tutta Italia, aperto da un memorabile concerto evento allo stadio Olimpico di Roma il 18 giugno.
Il successo di questo Tour porta gli organizzatori a proseguire il sodalizio live Venditti/De Gregori anche nel 2023, dove i due tengono nuove date da giugno a settembre in numerosi teatri e location all'aperto, tra cui l'irrinunciabile Arena di Verona il 21 settembre.
Il 15 dicembre 2023 esce l'album live Il Concerto che contiene una selezione di 17 brani, registrati in presa diretta durante varie date, che anticipa la chiusura del tour fissata al Palazzo dello Sport di Roma il 23 dicembre dello stesso anno (ultima data della sessione invernale chiamata "Venditti e De Gregori - Gran Finale").

### Il quarantennale diCuore(1984-2024) e il Tour
Il 1º febbraio 2024 annuncia Notte Prima degli Esami 1984-2024 40th Anniversary. Il tour, nato per celebrare l'anniversario dei 40 anni dall'uscita dell'album Cuore, ha inizio il 19 maggio 2024 all'Arena di Verona.
La settimana successiva vengono comunicate ulteriori date in giugno presso le Terme di Caracalla in Roma.
Il 10 maggio 2024 esce su tutte le piattaforme streaming il nuovo singolo Di' una parola che anticipa l'uscita dell'album "Cuore 40th Anniversary Edition” in uscita il 14 giugno 2024 per Heinz Music/Sony Music Italy. Il brano, interamente scritto da Venditti, è prodotto dallo stesso artista e da Alessandro Canini.

### Vita privata
Antonello Venditti risiede a Trastevere e a Colle Romano nella frazione del comune di Riano dove possiede uno studio di registrazione; ed è molto legato a Monte Argentario, dove ha una residenza estiva. Sul promontorio sono nate Ricordati di me, Amici mai e la cover italiana Alta marea, tratta dal singolo Don't Dream It's Over dei Crowded House.
Grande tifoso della Roma, sono note le sue composizioni Grazie Roma, che suonerà al Circo Massimo in occasione della vittoria del campionato della squadra giallorossa nel 1983 e nel 2001 e soprattutto l'inno Roma, Roma, Roma.

### Impegno sociale e politico
Molti sono i brani in cui Antonello Venditti ha introdotto aspetti e temi della vita del proletariato urbano, a cui è stato e continua a essere politicamente legato. Tra le tante:
- Canzone per Seveso, sul disastro di Seveso
- Chen il cinese
- Tradimento e perdono
- E li ponti so' soli, sul tema dell'emigrazione e dell'emarginazione
- Giulio Cesare
- Lilly
- Campo de' fiori
- Il treno delle sette, sul sogno di una madre-operaia riposto nella cultura della figlia
- Piazzale degli eroi
- Lontana è Milano
- L'uomo di pane
- Giuda
- Non c'è male
- Sora Rosa
- Modena
- Ma che bella giornata di sole, sul significato storico del 25 aprile
- Qui
- L'ottimista
- Lo stambecco ferito
- Maria Maddalena, per richiamare l'attenzione della prostituzione minorile
- L'orso bruno
- Torino

Come ospite nella puntata del 2 giugno 2015 di Ballarò si scontra duramente con Matteo Salvini, leader della Lega Nord.
In occasione delle elezioni comunali a Roma del 2016 ha sostenuto la candidata del M5S Virginia Raggi alla carica di sindaco.
Ha aderito in qualità di testimonial alla campagna sociale Giù le mani dai bambini contro la somministrazione disinvolta di psicofarmaci ai minori.
Sono numerose le iniziative a cui Antonello Venditti ha contribuito con finalità solidaristiche. Memorabile il suo concerto del 30 novembre 1998, presso il Teatro Sistina, con Renato Zero e Pino Daniele. Nel 2006 ha contribuito alla raccolta fondi di Air per l'acquisto di vaccini per i bimbi africani: per questa ragione ha tenuto un concerto il 29 aprile del 2006. Importante il contributo fornito al "Live 8" del 2005: per il cantautore della Scuola romana, infatti, ha dichiarato che "è necessario esserci indipendentemente dalle proprie diversità". "Ho vissuto come tanti altri - ha detto il cantautore romano - la volontà con la mia generazione di cambiare il mondo. In realtà il mondo ha cambiato noi e tanti di quei sogni e di quei progetti che avevamo non si sono realizzati. Ma io ci credo ancora e cerco di pensare positivo. Ora al posto di cento sogni, penso che sia giusto averne due ma fattibili. Dopo tutto credo ancora che il mondo si possa cambiare".
Nel 2017 è stato ospite a Comacchio dove ha ricevuto un importante riconoscimento di ambasciatore della Riserva della Biosfera Mab Unesco del Delta del Po.

## Procedimenti giudiziari
Del 15 gennaio 1974 è un'esibizione al Teatro dei Satiri a Roma, dove propone la canzone A Cristo che gli vale una denuncia da un maresciallo della Polizia di Stato presente in sala per vilipendio della religione dello Stato. Come racconta nel suo libro L'importante è che tu sia infelice, la frase contestata era "ammàzzate Gesù Crì quanto sei fico". La parola "fico" fu considerata un'offesa. Ma la canzone è scritta tutta in dialetto e quell'aggettivo in romanesco è ritenuto un complimento. Questo però il Tribunale non lo considerò e il cantautore fu processato e condannato a sei mesi con la condizionale.

## Discografia

### Album in studio
- 1972 – Theorius Campus (con Francesco De Gregori)  (IT Records)
- 1973 – L'orso bruno  (RCA)
- 1973 – Le cose della vita  (RCA)
- 1974 – Quando verrà Natale  (RCA)
- 1975 – Lilly  (RCA)
- 1976 – Ullàlla  (RCA)
- 1978 – Sotto il segno dei pesci  (Philips Records)
- 1979 – Buona domenica  (Philips Records)
- 1982 – Sotto la pioggia  (Heinz Records)
- 1984 – Cuore  (Heinz Records)
- 1986 – Venditti e segreti  (Heinz Records)
- 1988 – In questo mondo di ladri  (Heinz Records)
- 1991 – Benvenuti in paradiso  (Heinz Records)
- 1995 – Prendilo tu questo frutto amaro  (Heinz Records)
- 1999 – Goodbye Novecento (Heinz Records)
- 2003 – Che fantastica storia è la vita  (Heinz Records)
- 2007 – Dalla pelle al cuore (Heinz Records)
- 2011 – Unica  (Heinz Records)
- 2015 – Tortuga  (Heinz Records)

### Album dal vivo
- 1975 – Bologna 2 settembre 1974 (dal vivo) (con Francesco De Gregori, Lucio Dalla e Maria Monti)
- 1983 – Circo Massimo
- 1985 – Centocittà
- 1992 – Da San Siro a Samarcanda - L'amore insegna agli uomini
- 2001 – Circo Massimo 2001
- 2004 – Campus Live
- 2013 – Io, l'orchestra, le donne e l'amore
- 2014 – 70.80 Ritorno Al Futuro
- 2015 – Tortuga Un giorno in paradiso Stadio Olimpico
- 2019 – Sotto il segno dei pesci - The Anniversary tour
- 2023 – Il concerto Live (con Francesco De Gregori)

### Raccolte
- 1976 – A misura d'uomo
- 1977 – Cronache
- 1987 – Compagno di scuola
- 1988 – L'album di Antonello Venditti
- 1990 – Gli anni '80
- 1991 – Il diario
- 1992 – Gli anni '70
- 1997 – Antonello nel Paese delle Meraviglie
- 1999 – I miti
- 2000 – Se l'amore è amore...
- 2002 – Il coraggio e l'amore
- 2006 – Diamanti
- 2009 – Le donne
- 2012 – TuttoVenditti
- 2013 – Portfolio

### Colonne sonore
- 1986 – Troppo forte (Heinz Music, HLP 2371)

## Tour
- 1974 - 1975 In Tour con Perigeo
- 1975 Lilly Tour
- 1976 Concerti con Saro Liotta
- 1977 Concerti con Ivan Graziani e Latte e Miele
- 1978 Sotto il segno dei pesci Tour
- 1980 Buona domenica Tour
- 1982 Sotto la pioggia Tour
- 1983 Tour "One man band"
- 1983 Circo Massimo I
- 1984 Circo Massimo II
- 1986 - 1987 Tour Venditti & Segreti
- 1988 Tour In questo mondo di ladri
- 1992 Alta marea tour
- 1996 Ogni volta tour estate
- 1999 Goodbye N9vecento
- 2000 Che tesoro che sei Tour 2000
- 2000 Su questa nave chiamata musica
- 2001 One man band... or not?
- 2002 - 2003 One man band... or not? forever
- 2003 One man band... or not? forever tour/ Che fantastica storia è la vita
- 2004 Che fantastica storia è la vita
- 2004 Campus Live Tour
- 2005 Campus Live Tour
- 2008 Dalla pelle al cuore Tour
- 2010 Regali Di Natale
- 2012 Unica Tour 2012
- 2013 Unica Tour 2013
- 2014 70-80...Ritorno al futuro
- 2014 La Festa
- 2015 Tortuga Il Tour
- 2016 Tortuga In Paradiso
- 2018 - 2019 Sotto il segno dei pesci 1978 - 2018 The 40° Anniversary Tour
- 2021 Tour "Unplugged special"
- 2022-2023 Venditti & De Gregori Tour
- 2024 Notte Prima degli Esami 1984-2024 40th Anniversary

## Nella cultura popolare
- Appare nel film Signore e signori, buonanotte (1976), con Marcello Mastroianni e Paolo Villaggio, Venditti è un cameraman TV in esterna e canta alcune sigle di una Rete Tre di là da venire
- Nel film poliziesco La banda del gobbo (1977, di Umberto Lenzi), l'efferato criminale interpretato da Tomas Milian, detto appunto "Il Gobbo", è un fan di Venditti, da lui definito "un cantautore che nun se batte", citandolo in alcuni versi di Sora Rosa
- Venditti è un tifoso della Roma, per la quale ha composto Roma Roma, Grazie Roma e Che c’è, quest'ultima scritta in occasione del terzo scudetto giallorosso. Entrambe le canzoni sono gli attuali inni della squadra
- Corrado Guzzanti, nella trasmissione L'ottavo nano (2001), imita Venditti cantando Sul grande raccordo anulare, parodia basata sulla linea melodica di Roma capoccia, che prende a prestito diverse canzoni del repertorio, da Notte prima degli esami a Sara, facendo il verso in particolar modo alla venerazione del cantautore romano per la sua città con la ricorrente citazione di luoghi caratteristici
- Il film In questo mondo di ladri (2004) prende il titolo da una sua canzone
- Il film Notte prima degli esami (2006) prende il titolo da una sua canzone, citata anche nel film Questa notte è ancora nostra (uno dei versi di Notte prima degli esami)
- Nel 2013 fa un cameo nel film La grande bellezza di Paolo Sorrentino
- Nel 2021 fa un cameo nella serie televisiva Vita da Carlo di Carlo Verdone e Arnaldo Catinari

## Opere
- Antonello Venditti, L'importante è che tu sia infelice, Mondadori, 2009.
- Antonello Venditti, Nella notte di Roma, Rizzoli, 2016.
- Antonello Venditti, Fuori fuco, Rizzoli, 2024.

## Riconoscimenti
- Comune di Olevano Romano
  - 20 dicembre 2010 – Conferita la cittadinanza onoraria[61]

- Festival di Sanremo
  - 2025 – Premio alla carriera Città di Sanremo[62]